# Keila
Keila (tysk: Kegel) er en by i landskabet Harrien i det nordvestlige Estland. Byen ligger ved floden Keila ca. 25 kilometer vest for Estlands hovedstad Tallinn. Den har et indbyggertal på 10.964 (2024) indbyggere.

## Venskabsbyer
- Tjiatura, Georgien